# Ramstedt
Ramstedt (danès Ramsted) és un municipi del districte de Nordfriesland, dins l'Amt Nordsee-Treene, a l'estat alemany de Slesvig-Holstein. És a 12 kilòmetres de Husum i a 5 kilòmetre de Friedrichstadt. El 31 de desembre del 2023 tenia 432 habitants.